# Selene spixi
la lamparosa brasilera (Selene spixi) es una especie de peces de la familia Carangidae en el orden de los Perciformes.

## Distribución geográfica
Se encuentra desde México hasta Espirito Santo (Brasil).